# Cenosark
Cenosark (coenosarc), kora – nazwa stosowana dla określenia całości żywej tkanki pokrywającej osiowy szkielet oraz łączącej poszczególne polipy kolonii stułbiopławów i koralowców. Do niego nie zalicza się np.: wapiennych lub białkowych elementów szkieletowych oraz pokrywającego ciało oskórka. Cenosark jest osłonięty perydermą.
W tym samym znaczeniu stosowana jest czasem nazwa cenenchyma lub kenenchyma.